# Ricardo Fernández Lizarte
Ricardo Fernández Lizarte (Almería, 26 de mayo de 1975) es un exfutbolista español que jugaba de portero. Jugó en el FC Santa Coloma de Andorra. Estuvo en ese club desde julio de 2004 hasta 2012, club con el que ganó la Primera División de Andorra, la Copa de Andorra y la Supercopa de Andorra. Usa la camiseta número 1.

## Trayectoria
| Clubes profesionales |                             |                  |
| Período              | Club                        | Partidos (goles) |
| ?-2204               | Futbol Club Encamp          | ? (?)            |
| 2004-2012            | FC Santa Coloma             | ? (?)            |
| 2012-2016            | Futbol Club Lusitans        | ? (?)            |
| 2016-2021            | Unió Esportiva Santa Coloma | ? (?)            |

## Palmarés
- Primera División de Andorra

FC Santa Coloma: 2003-2004, 2007-2008, 2009-2010, 2010-2011.
- Copa Constitució

FC Santa Coloma: 2003-2004, 2004-2005, 2005-2006, 2006-2007, 2008-2009
- Supercopa de Andorra

FC Santa Coloma: 2005, 2007, 2008